# 和歌山県警察本部交通センター
和歌山県警察本部交通センター（わかやまけんけいさつほんぶこうつうセンター）は、和歌山県警察が所管する、運転免許試験場などを併設している施設。
運転免許試験・免許更新手続きの場として使用されている。
その他、和歌山県立和歌山交通公園に隣接している。
通称「交通センター」であるが、多くの県民からは「岡崎の交通センター」、もしくは単に「岡崎」とも呼ばれる。これは旧来からの地名である岡崎地区や、1999年（平成11年）の交通センター前駅開業まで最寄り駅であった岡崎前駅などにちなんでいる。

## 概要
交通センター内には、運転免許試験場を併設しており、第1試験場と呼称している。第1試験場と呼称しているのは田辺市にある試験場を第2試験場としているためである。

## 自動車運転免許試験場

### 第1試験場
交通センター内に併設。

### 第2試験場
田辺市中万呂に所在。

## 所在地
- 〒640-8524　和歌山県和歌山市西1番地

## 交通機関
- 和歌山電鐵貴志川線交通センター前駅から徒歩すぐ
- 阪和自動車道和歌山南SIC